# Rodolfo Betinotti
Rodolfo Betinotti (Buenos Aires, 7 ottobre 1932 – 26 aprile 2022) è stato un calciatore argentino, di ruolo difensore.

## Carriera

### Club
Ha sempre giocato nel campionato argentino.

### Nazionale
Ha collezionato 1 sola presenza con la maglia della Nazionale.